# Grand mars changeant
Apatura iris
Espèce
Le Grand Mars changeant (Apatura iris) est une espèce de lépidoptères (papillons) de la famille des Nymphalidae et de la sous-famille des Apaturinae.

## Description

### Imago
C'est un grand papillon de 7 à 9 cm d'envergure au dessus très foncé tirant sur le noir orné d'une bande blanche formant presque un V. Le mâle présente des reflets violets et même bleu métallique, la femelle des reflets marron. Comme le Petit Mars changeant, il possède un ocelle à l'aile postérieure (supérieure et revers).

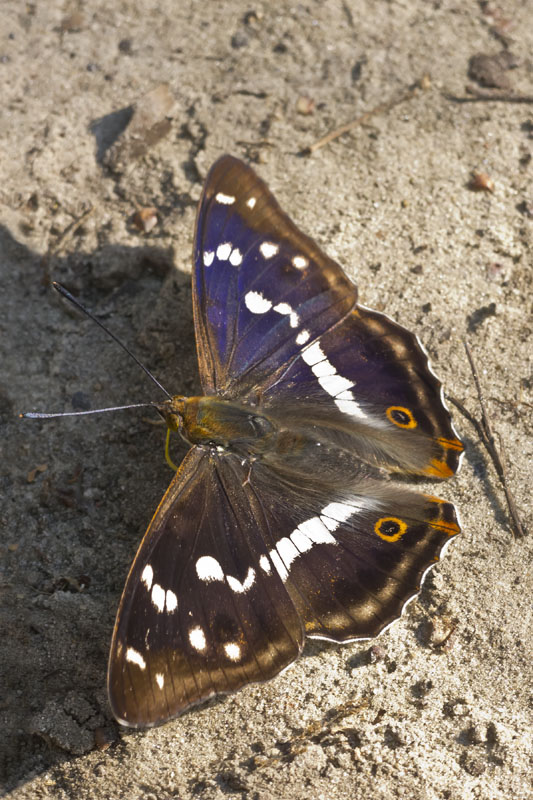
Face dorsale
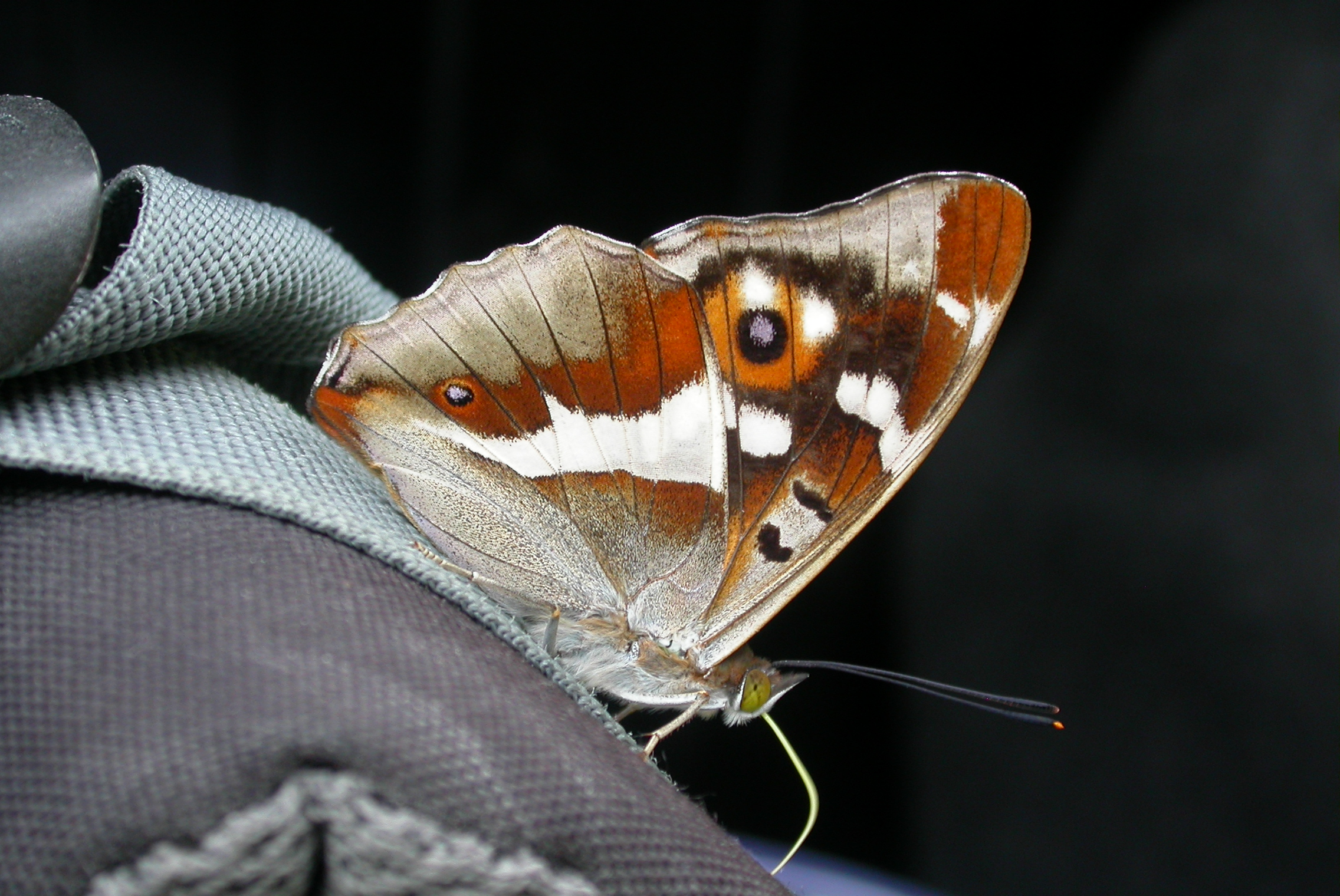
Revers
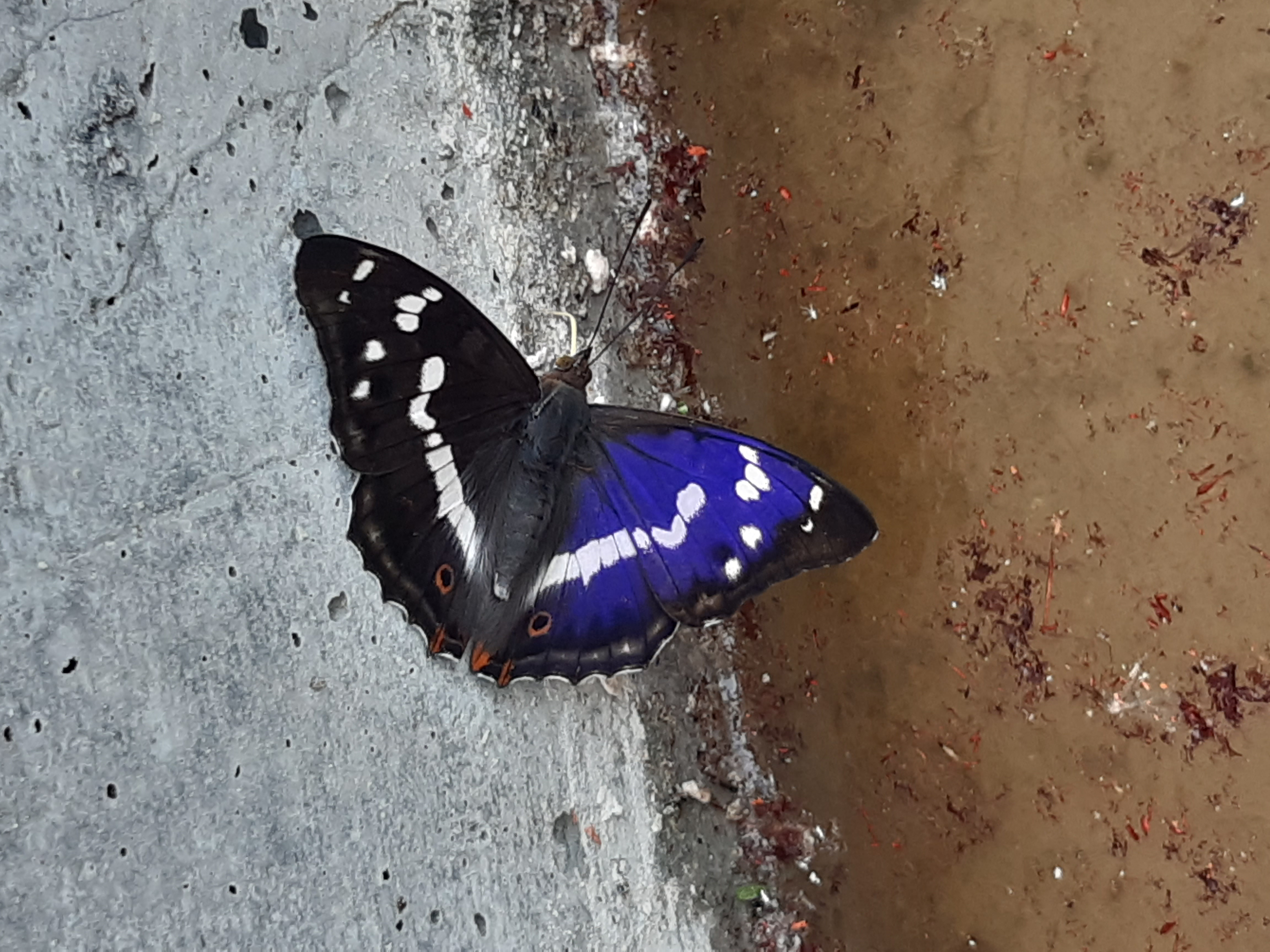

Le revers des ailes est marron terne marqué de blanc.
Cependant, il n'a pas d'ocelle à l'aile antérieure supérieure, ce qui le différencie du Petit Mars changeant qui possède un ocelle orange centré de noir aux antérieures supérieures en plus de celui des postérieures. En outre, chez le Grand Mars uniquement, les bandes blanches des postérieures (dessus et revers) montrent une dent blanche aiguë externe à peu près en leur milieu (dents bien nettes sur la 2e photo).

### Chenille
Les œufs pondus isolément sur des feuilles sont en forme de dôme côtelé de couleur verte à base violette.
La chenille est verte, sa tête porte deux longs processus et l'extrémité postérieure de son corps est bifide.

### Chrysalide
La chrysalide est vert grisé.

## Biologie

### Période de vol et hivernation
Il vole de juin à août en une génération. Il hiverne à l'état de chenille brun violacé, collée à une brindille. Elle redevient verte après son réveil au printemps.

### Plantes hôtes
Les plantes hôtes sont des saules et des peupliers en particulier Salix caprea et Salix cinerea.

## Écologie et distribution
Il est présent sur la majeure partie de l'Europe et de l'Asie, jusqu'au Japon,. Cependant il est absent des îles méditerranéennes européennes, et des régions les plus au sud, majorité de l'Espagne et du Portugal, sud de l'Italie et de la Grèce, comme des pays nordiques (Suède, Norvège), et de l'Irlande. En Grande-Bretagne il est présent seulement dans le Sud de l'Angleterre.
Le Grand Mars changeant serait présent dans la majorité des départements de France métropolitaine excepté la Corse, la bordure atlantique de la Vendée aux Landes et la bordure méditerranéenne. Ce beau papillon se trouve en Savoie, se reposant ou volant à la cime des arbres (exemple: vergers) en fin d'après-midi.

### Biotope

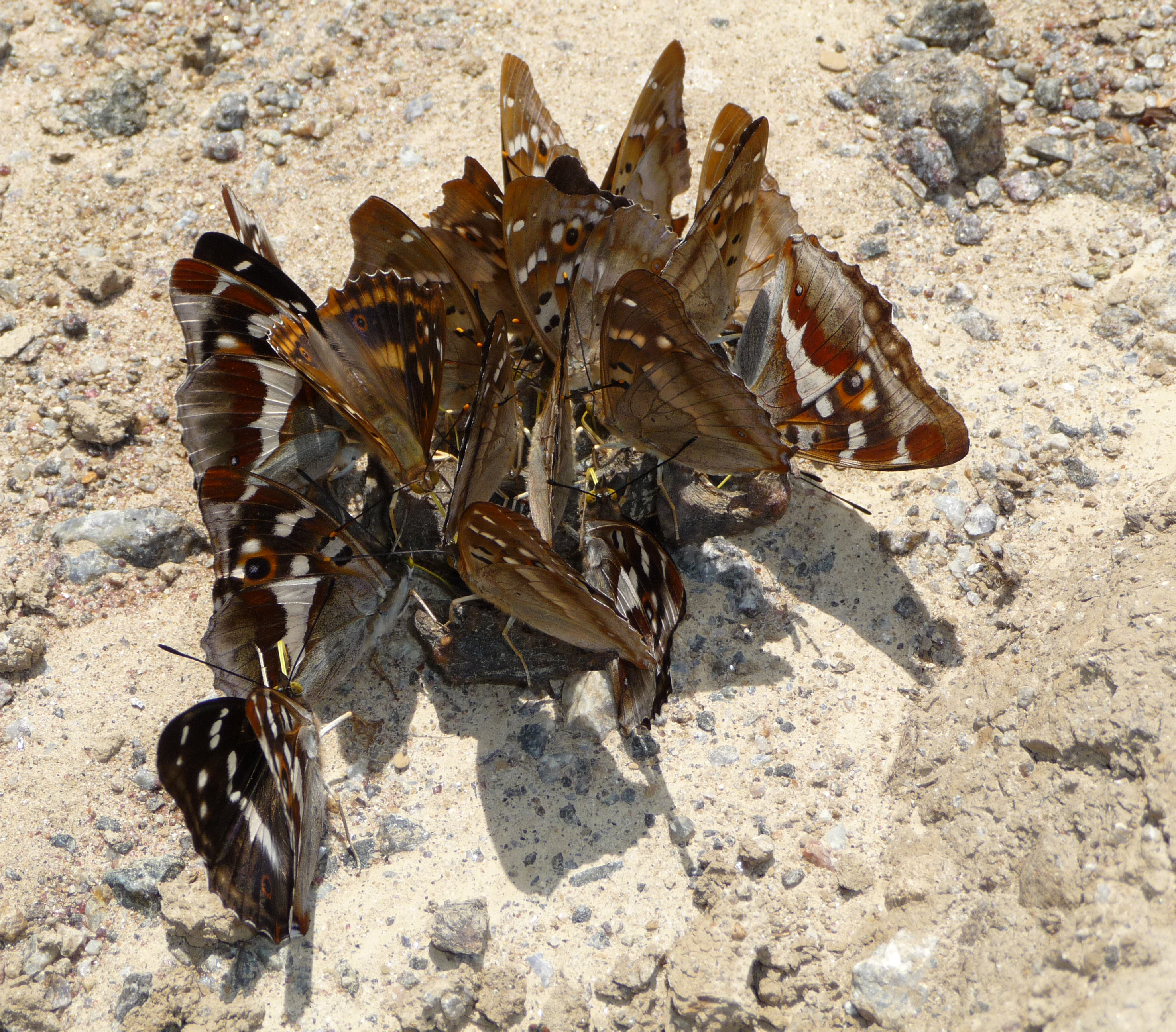
Grand mars changeant et petits mars changeants (Apatura ilia) se nourrissant du corps d'une grenouille rousse morte (Rana temporaria) en Ukraine.

Le Grand Mars changeant aime les chênaies aux sentiers bordés de saules (Saule marsault principalement, parfois Salix cinerea et plus rarement le saule fragile) et les vergers jonchés de fruits trop mûrs. Les mâles ont leur territoire sur les grands arbres, défendant leur territoire contre leurs rivaux, bien qu'ils descendent parfois pour boire dans des flaques d'eau ou se nourrir. Les femelles passent la majeure partie de leur vie dans la canopée des arbres, favorisant les forêts de chênes denses et matures, ne descendant que pour pondre leurs œufs sur les petits buissons de saules qui poussent dans les clairières et les sentiers,.
Contrairement à la plupart des papillons, l'empereur pourpre ne se nourrit pas de fleurs mais plutôt du miellat sécrété par les pucerons, de la sève suintant des chênes et de la bouse, de l'urine et des carcasses d'animaux,.

## Systématique
L'espèce Apatura iris a été décrite par le naturaliste suédois Carl von Linné en 1758, sous le nom initial de Papilio iris.

### Synonymie
- Papilio iris Linné, 1758 Protonyme
- Papilio suspirans (Poda, 1761)
- Papilio rubescens Esper, 1781[9]
- Papilio junonia (Borkhausen, 1788)
- Papilio beroe Fabricius, 1793
- Apatura pallas Leech, 1890[10]

### Taxinomie
Liste des sous-espèces
- Apatura iris bieti Oberthür, 1885 — au Tibet et dans l'Ouest et le centre de la Chine
- Apatura iris amurensis Stichel, [1909]
- Apatura iris kansuensis O. Bang-Haas, 1933
- Apatura iris xanthina Oberthür, 1909

## Noms vernaculaires
- en français : le Grand mars changeant
- en anglais : Purple Emperor
- en allemand : Großer Schillerfalter
- en néerlandais : Grote weerschijnvlinder

## Le Grand mars changeant et l'Homme

### Menaces sur son biotope
Certaines de ses plantes-hôtes sont en régression au profit de clones de peupliers industriels cultivés en peupleraies plus exposées au vent, à la lumière et à la déshydratation que les forêts naturelles. Ces milieux sont également de plus en plus écologiquement fragmentés ou insularisés. Localement au moins, l'espèce pourrait être vulnérable au recul des peupliers sauvages autochtones et à l'intensification de la sylviculture (mise en culture, drainage, exploitation industrielle...), ainsi qu'aux  climatiques locales et globales).

### Protection
Le Grand Mars changeant n'est pas protégé au niveau européen[réf. nécessaire].

### Littérature
Le Grand Mars changeant est le papillon le plus fréquemment évoqué dans les livres de Colette.